# Rock Point, Maryland
Rock Point är en ort i Charles County, Maryland, USA.